# Atentados em Jacarta em 2016
Os atentados em Jacarta em 2016 ocorreram a partir das 10:55 da manhã de 14 de janeiro de 2016 no centro de Jacarta, capital e maior cidade da Indonésia. Constaram de sete explosões e tiroteios. Fontes da polícia relataram que entre os mortos confirmados estão quatro terroristas e quatro civis. As explosões ocorreram num raio de 50 metros. A Al Jazeera informou que um posto de trânsito da polícia foi destruído por uma granada. Um dos mortos é um cidadão neerlandês e um dos feridos é argelino. O ataque foi levado a cabo por homens com armas de fogo e granadas, que se faziam transportar, alguns deles, de mota. Há ainda relatos de que seis homens se terão barricado no edifício Skyline, na rua Thamrin.
É o primeiro grande atentado terrorista na Indonésia desde os atentados em Jacarta em julho de 2009. O ataque foi reivindica pelo Estado Islâmico do Iraque e do Levante.